# De Boer (supermarktketen)
De Boer was een Nederlandse supermarktketen, die in 1998 is opgegaan in Super de Boer.

## Geschiedenis
De geschiedenis van het bedrijf begon op 28 november 1925 toen Evert de Boer een kruidenierszaak in Hoogeveen opende. Zijn broer Jan de Boer deed in 1932 hetzelfde in Coevorden. Jans vier zonen Willem, Jan, Tije en Gerrit gingen in de jaren 30 voor hun vader werken, met uitzondering van Evert, die pas in 1978 bij het bedrijf kwam. In 1955 werden de winkels in Coevorden en Hoogeveen omgebouwd tot zelfbedieningszaken.
In 1958 opende Tije de Boer een zelfbedieningszaak in Assen, waarbij hij samenwerkte met de andere De Boer-winkels op het gebied van inkoop en advertenties.
Een grote brand in het Hoogeveense magazijn in 1970 maakte een einde aan de situatie dat beide familiegroepen hun eigen organisatie hadden. Ze fuseerden, en vanaf dat moment geschiedde de bevoorrading van alle winkels van De Boer vanuit het centrale magazijn in Assen.
Na de grote magazijnbrand in Hoogeveen bouwde De Boer in 1974 een nieuw centraal magazijn in Beilen en richtte de slijterijketen Mitra op. De naam 'Mitra' was een samentrekking van  'Minder Trammelant' . De naam Mitra is bedacht door Cornelia De Boer - Otten, die directeur non-food was bij de Boer. 
In 1980 begon De Boer met haar eigen drogisterijketen Trekpleister. In Noord-Holland nam de Drentse grootgrutter de winkelketen B&W over. Twee jaar later nam De Boer de Fred van der Werff-keten over, die bestond uit 67 winkels, waaronder 33 supermarkten en evenveel drankensupers onder de naam Cheerio. In 1987 verkocht de familie De Boer haar aandelen aan de AMRO Bank, die ze daarop naar de beurs bracht. Op het moment van de verkoop telde het winkelconcern 57 Mitra's, 70 Trekpleisters en bijna 100 supermarkten. De Boer Supermarkten was toen marktleider in Noord-Nederland. 
In 1988 nam De Boer Winkelbedrijven de Gelderse Heto-groep en 7 VDM supermarkten in Brabant over. Daarmee kwam het totaal op 95 supermarkten (was 86). In 1994 volgde de overname van 23 supermarkten en 14 slijterijen van Gebroeders de Jong uit de regio Rotterdam/West Brabant. 
In 1995 verrees in Hoogeveen een nieuw hoofdkantoor, dat prominent zichtbaar was vanaf de snelweg A28. Een jaar later verrees in Beilen een nieuw distributiecentrum.
In 1997 fuseerde De Boer met Unigro, een kruideniersconcern dat was opgericht in 1925. Op het moment van de fusie bestond De Boer winkelbedrijven uit 159 supermarkten, 215 Trekpleister drogisterijen en 146 Mitra slijterijen.
Na de fusie werd de winkelnaam Super de Boer geïntroduceerd voor de supermarkten van De Boer en Unigro. Een jaar later, in 1998, ontstond het supermarktconcern Laurus uit een fusie tussen De Boer/Unigro en de Vendex Food Groep (moederbedrijf van Edah, Konmar en Basismarkt). Na de verkoop van Edah en Konmar in 2006 bleef Super de Boer over als enige formule van Laurus.
In 2009 werd de Super de Boer-keten opgekocht door het veel kleinere Jumbo. In juni 2012 werd de laatste Super de Boer gesloten en verdween deze naam uit de supermarktwereld.